# Irrawaddy
De Irrawaddy of Ayeyarwady is de belangrijkste rivier van Myanmar. Met een lengte van ruim 2170 kilometer en een stroomgebied van ruim 400.000 km² is het ook een van de grootste rivieren van Zuidoost-Azië. De rivier stroomt vanaf de bergen van de Hengduan Shan in het noorden van Myanmar naar de Andamanse Zee in het zuiden, waar de rivier een 300 kilometer brede rivierdelta vormt. De rivier wordt ook wel de "Weg naar Mandalay" genoemd.

## Fysiografie
De Irrawaddy ontstaat door het samenvloeien van de rivieren Nmai en Mali in de noordelijke divisie Kachin. Beide rivieren ontstaan uit gletsjers in de gebergten in het noorden van Myanmar, rond 28° noorderbreedte. De oostelijke tak, de Nmai, is qua volume de grootste, maar is onbevaarbaar door de sterke stroming. De kleinere, westelijke tak, de rivier de Mali, heeft ondanks enkele stroomversnellingen wel bevaarbare delen.
Ten oosten van de Nmai ligt de bergketen Gaoligong Shan. Parallel met de Nmai, maar ongeveer vijftig kilometer oostelijker (aan de andere zijde van de Gaoligong Shan) stroomt de Salween eveneens naar het zuiden.
35 kilometer na de samenvloeiing van de Nmai en de Mali ligt Myitkyinā. Ongeveer 240 km na de samenvloeiing van de Nmai en de Mali ligt de stad Bhamo, de noordelijkste plaats die gedurende het hele jaar bevaarbaar is. In het natte seizoen is de rivier in het noorden grotendeels onbevaarbaar, in de droge tijd kan men de rivier bevaren vanaf de stad Myitkyinā. Laatstgenoemde plaats is ook waar de rivier wordt overbrugd door de Bala Min Htin-brug.
Tussen Myitkyinā en Mandalay, stroomt de Irrawaddy door drie duidelijk te herkennen versmallingen:
- Ongeveer 65 kilometer stroomafwaarts van Myitkyinā is de eerste versmalling.
- Ten zuiden van Bhamo maakt de rivier een scherpe westelijke draai, het alluviaal bekken van Bhamo verlatend, om door de kalksteenrotsen van de tweede engte te snijden. Deze versmalling is ongeveer 90 meter breed op het smalste punt en wordt omgeven door 200 tot 300 meter steil oplopende rotsen.
- Ongeveer 100 km ten noorden van Mandalay, in Mogok, stroomt de rivier door de derde versmalling.

Tussen Katha en Mandalay is de loop van de rivier vrij recht, bijna precies naar het zuiden. De uitzondering hierop is bij de stad Kabwet, waar een plak lava de rivier dwingt een scherpe draai naar het westen te maken. De plak lava is het Singu-plateau, een vulkanisch veld ontstaan in het Holoceen. De lava is afkomstig uit een spleet in de aardkorst, door de bevolking Letha Taung genoemd. De lava is afkomstig van een spleet in de aardkorst, en bedekt een oppervlakte van ongeveer 62 km². Deze versmalling verlatend in Kyaukmyaung, vloeit de rivier als een brede, open stroom door het droge centrale midden van het land: het culturele hartland - waar grote gebieden uit alluviale vlakten bestaan. Voorbij Mandalay maakt de rivier een abrupte westelijke draai alvorens af te buigen naar het zuidwesten, alwaar deze zich met de rivier Chindwin verenigt en in zuidwestelijke richting verdergaat.
Waarschijnlijk stroomde het noordelijke deel van de Irrawaddy oorspronkelijk ten zuiden van Mandalay en kwam toen via de huidige rivier Sittoung uit in de Golf van Martaban en waarschijnlijk is zijn huidige westelijke loop geologisch gezien van recente datum. Onder haar samenloop met Chindwin, blijft de Irrawaddy door de dichtbevolkte droge streek in de nabijheid van Yenangyaung meanderen, waarna ze globaal in de richting van het zuiden stroomt. In haar zuidelijke benedenloop, tussen Minbu en Prome, vloeit de rivier door een smalle vallei tussen het met bos bedekte Arakangebergte (van Rakhine) aan de westelijke kant en die van het Pegugebergte in het oosten.

#### De Irrawaddy-delta
De delta van de Irrawaddy start op ongeveer 93 km ten noorden van Hinthada (Henzada). De beide zijden van de delta worden aangegeven door de zuidelijke uitlopers van het Pegugebergte in het oosten en het Arakangebergte in het westen. De meest westelijke stroom die de delta van water voorziet is de rivier de Bassein en de meest oostelijke stroom is de rivier de Yangon. Op de linkeroever van deze laatste rivier ligt de gelijknamige vroegere hoofdstad van Myanmar, Yangon (Rangoon). Omdat de Yangonrivier slechts een secundair kanaal is, is de stroom van water ontoereikend om te verhinderen dat de haven van Yangon dichtslibt, en dus is uitbaggeren noodzakelijk. Het reliëf van het deltalandschap is laag maar niet vlak. De grond bestaat uit fijn slib, dat onophoudelijk door vruchtbaar alluvium bijgevuld wordt, dat stroomafwaarts door de rivier wordt meegedragen. Als resultaat van zware regenval, en tektonische beweging en de sedimentlading van de rivier, breidt het deltaoppervlakte zich uit in de Andamanse Zee met een snelheid van ongeveer 50 meter per jaar.

## Het belang van de Irrawaddy
Al ongeveer 1200 jaar vormt de rivier de levensader van het land. Vele steden, waaronder een van de voormalige hoofdsteden van Myanmar, Mandalay, zijn aan de rivier gelegen. Veel van deze steden zijn nog steeds voor het grootste deel van hun handel afhankelijk van de rivier. Naast dit belang voor de scheepvaart is de Irrawaddy ook een belangrijke visgrond voor de bevolking. Vooral de nijltilapia (Oreochromis niloticus), een geïntroduceerde soort, en de rohu (Labeo rohita) zijn belangrijk voor de commerciële visvangst. Ook zijn duizenden hectaren landbouwgrond in de nabijheid van de rivier afhankelijk van het rivierwater voor irrigatie van de gewassen.
Belangrijke steden en dorpen aan de Irrawaddy
- Putao
- Myitkyina
- Bhamo
- Katha
- Kyaukmyaung
- Mandalay
- Sagaing
- Chauk
- Bagan
- Nyaung-U
- Magway
- Pyay
- Hinthada
- Pantanaw

#### Cycloon Nargis
Op 3 mei 2008 trok de cycloon Nargis een verwoestend spoor door Myanmar. Dit had ook een enorme impact op de Irrawaddy-delta, die belangrijk is voor de voedselvoorziening van het land. Een vloedgolf, veroorzaakt door de cycloon, trof de kwetsbare delta, die bekendstaat als de 'rijstschuur' van het land. De storm veroorzaakte een vloedgolf van 3 tot 4 meter hoog die vele inwoners verraste. Langs deze kust bestaan bovendien grote getijverschillen en de combinatie van getijdenvloed en stormvloed versterkten elkaar.
In de afgelopen decennia is veel van het oorspronkelijke mangrovebos langs de kust gekapt om grond vrij te maken voor landbouw. Hiermee is echter ook een belangrijke buffer tegen stormvloeden verdwenen. Kenmerkend voor de Irrawaddy-delta is ook de lage ligging ten opzichte van het zeeniveau: 5000 km² van het gebied ligt onder springtijniveau en 5000 km² ligt slechts ongeveer 30 centimeter hoger dan zeeniveau.

## Vermeldingen in de moderne cultuur
- Robbie Williams bracht in juli 2001 het album 'Sing When You Are Winning' uit, met daarop als vijfde single 'The Road to Mandalay'.[10]
- In 1926 kwam 'Road to Mandalay' uit, een thriller van Tod Browning. Oorspronkelijk uitgevoerd in zwart-wit en zonder geluid, is er slechts een incomplete versie van de film overgebleven.[11]
- In 1995 werd de Australische televisiefilm 'Singapore Sling: Road to Mandalay' uitgebracht met John Waters en Josephine Byrnes.[12] De film speelt zich af in Zuidoost-Azië en valt onder het genre van de avonturenfilm.
- In 1991 kwam de door Ken Russell geproduceerde documentaire 'Road to Mandalay' uit.[13] Deze productie gaat niet letterlijk over de 'Road to Mandalay', ofwel de Irrawaddy, maar over het gevoel van avontuur dat deze rivier zou oproepen. Russell gebruikt dit om de situatie en gebeurtenissen in zijn eigen woonplaats Southampton te beschrijven.
- De Irrawaddy Publishing Group (IPG, gevestigd in Chiang Mai, Thailand) beheert onder de naam 'The Irrawaddy'[14], een tijdschrift (in zijn huidige vorm sinds 1999) en website, met onafhankelijke nieuwsreportage over Myanmar & Zuidoost-Azië. De IPG is in 1993 opgericht door Myanmarese journalisten wonend in Thailand.

## Flora en Fauna
De irrawaddydolfijn is genoemd naar de rivier.